# Schism
«Schism» (с англ. — «Раскол») — песня американской метал-группы Tool и первый сингл с их третьего студийного альбома Lateralus. В 2001 году за эту песню Tool выиграли премию «Грэмми» в номинации «лучшее метал-исполнение». В 2005 году «Schism» был выпущен в виде видеосингла на DVD.

## Предыстория
В большинстве песен Lateralus математика и наука используются как метафоры человеческих проблем. Вокалист Мэйнард Джеймс Кинан говорит: «Все они связаны с отношениями. Учимся интегрировать общение обратно в отношения. Как мы, любовники, художники, братья — как мы собираемся реконструировать этот прекрасный храм, который мы построили и который рухнул? Это универсальные вещи для отношений». Что касается фирменного басового риффа, басист Джастин Ченселлор сказал: «Нелепый рифф „Schism“ появился из-за того, что я дурачился. Я просто играю как можно больше и ничего из этого не записываю, поэтому, когда у меня появляется хорошая идея, я играю её до тех пор, пока я не могу её забыть».

## О песне
«Schism» известна как яркий пример использования Tool сложных ритмов и меняющихся размеров. Песня также знаменита своей характерной басовой партией. Расширенная версия песни исполняется вживую. До выхода «Fear Inoculum» в 2019 году, «Schism» была единственной записью Tool, попавшей в Billboard Hot 100, достигнув 67-й позиции и оставаясь в чартах 20 недель. Песня также заняла второе место в чартах Alternative Songs и Mainstream Rock Tracks. Она почти заняла первое место в обоих чартах, но уступила место «It’s Been Awhile» от Staind.
Песня представлена в видеоигре Guitar Hero World Tour.

## Структура песни
«Schism» известна использованием необычных тактовых размеров и их частой сменой. Согласно одному анализу песни, размер песни меняется 47 раз. Песня начинается с двух тактов 5
4, за которым следует один такт 4
4, за которыми следуют чередующиеся такты 5
8 и 7
8, вплоть до первой интерлюдии, состоящей из чередующихся тактов 6
8 и 7
8.
Следующий куплет демонстрирует паттерн, аналогичный первому, с чередующимися тактами 5
8 и 7
8. Следующий раздел состоит из четырёх тактов 6
4, за которыми следует один такт 11
8. После песня возвращается к чередованию 5
8 и 7
8. Затем следует ещё один раздел 6
8 и 7
8, после чего песня переходит в повторяющиеся такты 5
8 и 9
8. Эта секция заканчивается частью в размере 9
8.
Средняя часть, начинающаяся в 3:29, состоит из группы из трех тактов 6
8, затем один из 9
8, оставаясь неизменной до 5:02. Затем последовательность 8
4, 10
4, 8
4, 8
4, и 9
8 переходит к строчке «Between supposed lovers...», во время которой исполняются три такта: 9
8, 10 
8 и 9
8, сыгранные по два раза.
Эта часть завершается тактами в 13
8, затем 9
8. Три раза играется последовательность 5
8 и 9
8, затем единожды играется два такта: 5
8 и 6
8. Снова вступает основной рифф, сыгранный в размере 5
8—7
8. Финальный рифф играется в 8
8.
Сама группа говорила, что играет  в размере 6+1⁄2
8.

## Список композиций
| №  | Название | Длительность |
| -- | -------- | ------------ |
| 1. | «Schism» | 6:46         |

| №  | Название                                    | Длительность |
| -- | ------------------------------------------- | ------------ |
| 1. | «Schism» (музыкальное видео)                | 7:29         |
| 2. | «Schism» (комментарии к музыкальному видео) | 7:29         |
| 3. | «Schism» (ремикс от Lustmord)               | 20:13        |

## Участники записи
- Мэйнард Джеймс Кинан — вокал
- Адам Джонс — гитара
- Джастин Чанселлор — бас-гитара
- Дэнни Кэри — ударные

## Чарты
| Чарт (2001, 2019)                   | Высшая позиция |
| ----------------------------------- | -------------- |
| UK Rock & Metal (OCC)               | 32             |
| США (Billboard Hot 100)             | 67             |
| США (Billboard Alternative Airplay) | 2              |
| США (Billboard Mainstream Rock)     | 2              |

## Сертификации
| Регион                                                      | Сертификация | Продажи  |
| ----------------------------------------------------------- | ------------ | -------- |
| Великобритания (BPI)                                        | Серебряный   | 200 000^ |
| ^ Данные о тиражах приведены только на основе сертификации. |              |          |